# 格海德·格里沙

格海德·薩格諾爾·格里沙（Gehad Zaglol Grisha，阿拉伯语：‎，1976年2月29日—），埃及足球球證，他於2008年起成為國際足協的國際球證，得以為國際比賽裁決，並先後替2013年非洲國家盃、2014年世界盃非洲區外圍賽、2015年非洲國家盃以及2018年世界盃非洲區外圍賽執法。2018年1月，他獲任命為2018年世界盃的球證之一。

## 資料來源
1. ↑  FIFA. "Match Report - Morocco - Côte d'Ivoire 2:2 (1:1)" （页面存档备份，存于）. 9 June 2012. Retrieved on 30 April 2013.